# Bela Vista da Caroba
Bela Vista da Caroba är en kommun i Brasilien.   Den ligger i delstaten Paraná, i den södra delen av landet, 1 300 km sydväst om huvudstaden Brasília. Antalet invånare är 3 939.
Omgivningarna runt Bela Vista da Caroba är en mosaik av jordbruksmark och naturlig växtlighet. Runt Bela Vista da Caroba är det ganska tätbefolkat, med 58 invånare per kvadratkilometer.